# Saul Friedländer
Saul Friedländer (* Praga, 11 de octubre de 1932) es un historiador y ensayista francoisraelí, nacido en Checoslovaquia en el seno de una familia judía germanohablante. Se exilió en Francia en 1939. En 1988 se instaló en Los Ángeles. Actualmente reside en Estados Unidos.

## Trayectoria
Saul Friedländer, nació en Praga, en una familia burguesa de origen judío. Es un reconocido especialista en la historia de las persecuciones sufridas por los judíos durante el nazismo. Él mismo pasó su infancia (de 1942 a 1944) escondido de los nazis en el pueblo de Montluçon, cerca de Vichy. Sus padres no corrieron la misma suerte, pues fueron detenidos cuando intentaban abandonar Francia con destino a Suiza y luego deportados a Auschwitz, donde los asesinaron.
Ha sido profesor en el Instituto Universitario de Altos Estudios Internacionales en Ginebra, en la Universidad Hebrea de Jerusalén y en la Universidad de Tel Aviv, y, desde 1988, en la Universidad de California, Los Ángeles.
De su bibliografía destaca la monumental El Tercer Reich y los judíos, que en dos volúmenes (Los años de la persecución, 1933-1939, que apareció en inglés en 1997, y Los años del exterminio, 1939-1945, publicado diez años después) relata con detalle las persecuciones, las deportaciones y el exterminio al que el régimen de Hitler, primero en Alemania y luego en casi todo el continente europeo, sometió a los judíos.
A un ingente trabajo de documentación, que recoge una enorme cantidad de testimonios de víctimas, verdugos y otros protagonistas de la época, Friedländer añade su capacidad de análisis para dilucidar cuáles fueron las causas del Holocausto, qué directrices siguieron los nazis y cómo llevaron a cabo su política antijudía, cuál fue el papel de la Iglesia católica y la Santa Sede y de los gobiernos del resto de Europa, y cómo vivieron los propios judíos la persecución y el genocidio a los que fueron sometidos. Los años del exterminio fue galardonada en 2008 con el Premio Pulitzer.
Su libro más reciente es Kafka, poeta de la vergüenza, basado en sus conocimientos históricos y culturales de su ciudad natal, Praga.

## Obra

### Libros traducidos al castellano
- ¿Por qué el Holocausto? Historia de una psicosis colectiva, Barcelona, Gedisa, 2004
- Pío XII y el Tercer Reich, Barcelona, Península, 2007
- En torno a los límites de la representación, Buenos Aires, Universidad Nacional de Quilmes, 2008
- El Tercer Reich y los judíos (2 volúmenes), Barcelona, Galaxia Gutenberg, 2009

### Otros títulos
- Prelude to downfall: Hitler and the United States 1939-1941, Londres, Chatto & Windus, 1967
- Kurt Gerstein, the ambiguity of good, Nueva York, Knopf, 1969.
- Arabs & Israelis: a Dialogue Moderated by Jean Lacouture [con Mahmoud Hussein], Nueva York, Holmes & Meier, 1975
- Some aspects of the historical significance of the Holocaust, Jerusalén, Institute of Contemporary Jewry, Hebrew University of Jerusalem, 1977
- History and Psychoanalysis: an Inquiry Into the Possibilities and Limits of Psychohistory, Nueva York, Holmes & Meier, 1978
- When Memory Comes, Nueva York, Farrar, Straus, Giroux, 1979. [reedición: Noonday Press, 1991]
- Reflections of Nazism: an essay on Kitsch and death, Nueva York, Harper & Row, 1984
- Visions of apocalypse: end or rebirth?, Nueva York, Holmes & Meier, 1985
- Probing the limits of representation: Nazism and the "final solution", Cambridge, Mass., Harvard University Press, 1992
- Memory, history, and the extermination of the Jews of Europe, Bloomington, Indiana University Press, 1993
- Nazi Germany and the Jews, 1933-1939, Nueva York, HarperCollins, 1997
- The Years of Extermination: Nazi Germany and the Jews, 1939-1945, Harper Collins, 2007
- Kafka, poète de la honte, Le Seuil, 2014, recién traducido del inglés Kafka. The poet of Shame.